# Bertil Westling
Ej att förväxla med artisten Bertil Westling-Leman (1888–1954)
Olof Bertil Westling, född 9 juli 1927 i byn Finnicka i Enångers församling i Hälsingland, död 2 juli 2018 i Bollnäs, var sedan 1962 riksspelman på fiol. 

## Biografi
Westling betraktas som en av de viktigaste traditionsbärarna i Hälsingland, främst genom låtar från Enånger och andra delar av Hälsinglands mellersta kustremsa. Denna tradition har förmedlats från bland andra fadern Bernhard Westling samt Johan och Ragnar Forsberg. Han kunde också ett antal folkvisor. År 1962 erhöll han Zorns silvermärke "för utomordentligt spel av goda hälsingelåtar". Traditionen har varit något i skymundan, men har på senare tid uppmärksammats och dokumenterats ytterligare av Esbjörn Wettermark, folkmusikforskare och riksspelman på klarinett. Även sonen Göran Westling och systersonen Kaj Berglund är fiolspelmän.
Westling har figurerat i många konstellationer, däribland Westlings spelmän, Fink-Jannes gammeldansorkester och Spelmanskvarten i radion. Han har bland annat spelat från Hårgaberget i samband med Hälsingehambon samt i Bengt "Polo" Johansons radioprogram En falutimme på trekvart. Han har även komponerat, allt från glada schottisar till polskor i moll.
För övrigt började Westling sin arbetsbana som bonddräng i Enånger och var därefter fram till pensioneringen metallarbetare på Sandvik AB i Bollnäs. Därefter ägnade han sig åt att både reparera och bygga fioler.

## Inspelningar
- Folkmusikinspelningar på Svenskt visarkiv och Hälsinglands folkmusikarkiv
- Ett par skivinspelningar med gammeldansgrupperna Westlings spelmän och Fink-Jannes
- Privatutgiven skiva